# ジョルジ・トゥニョフ
ジョルジ・トゥニョフ（Georgi Tunjov, 2001年4月17日 - ）は、エストニア・ナルヴァ出身のサッカー選手。セリエA・S.P.A.L.所属。ポジションはMF。

## クラブ経歴
2009年に国内リーグメスタリリーガのJKナルヴァ・トランスのユースアカデミーに入団。2016年に15歳でトップチームに昇格。8月15日のノーメ・カリュFC戦でプロデビュー。翌2017年シーズンはリーグ戦17試合に出場。
2018年3月、S.P.A.L.のプリマヴェーラに入所。2019-20シーズン途中にトップチームに昇格し、2019年12月16日のASローマ戦で再デビューを果たした。

## 代表歴
2016年からユース世代のエストニア代表に招集され、中心選手としてプレー。UEFA U-17欧州選手権、UEFA U-19欧州選手権などに出場している。